# Zorsines
Zorsines ou Zorsin est le nom d'un roi des « Serbi » ou « Siraces » en 50 apr. J.-C. selon Tacite, qui parle de ce royaume dans les Annales.
Selon les historiens protochronistes, les Serbi ou Siraces seraient les ancêtres directs Serbes modernes : le mot « Siraci » serait une déformation du nom de Serboi, l'une des tribus sarmates habitant la péninsule du Kouban, sur la mer Noire, au nord des montagnes du Caucase.

## Biographie
Zorsines a combattu dans le Bosphore contre les Dandaridae sous Mithridate II du Bosphore, le roi du Bosphore sous la protection de l'Empire romain. Plus tard, il quitte l'armée de Mithridate II du Bosphore pour gouverner les Serbi.